# Sorell Causeway
Der Sorell Causeway ist Straßendamm im Südosten des australischen Bundesstaates Tasmanien. Der Tasman Highway (A3) verläuft über den Damm und verbindet Midway Point an der Spitze einer Halbinsel in der Bucht Pitt Water mit der Stadt Sorell auf der Nordseite der Bucht.
Von Hobart aus erschließt der Sorell Causeway in Verbindung mit der McGees Bridge damit zwei wichtige Sehenswürdigkeiten Tasmaniens, die historische Stadt Port Arthur auf der Tasman-Halbinsel und die pittoreske Ostküste der Insel.

## Geschichte
In den Zeiten der Kolonisierung Tasmaniens war die Brücke bei Richmond die wichtigste Querung des Coal River zwischen Hobart und Sorell. 
Bereits früh hatte die tasmanische Regierung festgestellt, dass eine Überquerung des Pitt Water den Weg von Hobart nach Sorell wesentlich verkürzen würde. Die Planung stieß auf Schwierigkeiten, aber mit der Arbeitskraft der Häftlinge im Hintergrund konnte man seine Kräfte auf den Bau eines Damms konzentrieren. Dieser war im Jahr 1872 fertiggestellt.
Der Sorell Causeway ist der zweite in dieser Weise von Sträflingen gebaute Damm im Südosten Tasmaniens und ähnelt dem der Bridgewater Bridge über den Derwent River.

## Umbauten
In den letzten Jahren waren umfangreiche Reparaturen und Umbauten am Damm notwendig. Man gab an, dass ein besserer Tidenfluss vom Pitt Water und der Orielton Lagoon ins offene Meer realisiert werden musste, da sich im stehenden Wasser Blaualgen ausbreiteten, die andere Meeresbewohner vergifteten. Es wurden Schleusendurchlässe in die Lagune eingebaut und ein System neuer Pfähle aufgebaut, die längere Abschnitte des Damms zu Brücken machten.